# (38220) 1999 NV23
(38220) 1999 NV23 est un astéroïde de la ceinture principale d'astéroïdes découvert en 1999.

## Description
(38220) 1999 NV23 a été découvert le 14 juillet 1999 à l'observatoire Magdalena Ridge, situé dans le comté de Socorro, au Nouveau-Mexique (États-Unis), par le projet Lincoln Near-Earth Asteroid Research (LINEAR).

### Caractéristiques orbitales
L'orbite de cet astéroïde est caractérisée par un demi-grand axe de 2,28 ua, un périhélie de 1,85 ua, une excentricité de 0,19 et une inclinaison de 8,69° par rapport à l'écliptique. Du fait de ces caractéristiques, à savoir un demi-grand axe compris entre 2 et 3,2 ua et un périhélie supérieur à 1,666 ua, il est classé, selon la JPL Small-Body Database, comme objet de la ceinture principale d'astéroïdes.

### Caractéristiques physiques
(38220) 1999 NV23 a une magnitude absolue (H) de 14,9 et un albédo estimé à 0,072.